# Rue Méolan-et-du-Père-Blaize
La rue Méolan et du Père Blaize est une voie située dans le 1er arrondissement de Marseille. 

## Situation et accès
Cette rue, en fait une ruelle, est comprise entre la rue de Rome et la rue d'Aubagne dans le quartier de Noailles.

## Origine du nom
La rue porte le nom d'une famille de maîtres-maçons marseillais, les Méolan. L'un d'entre eux construisit l'actuel Hôtel de Ville édifié à la fin du XVIIe siècle.

## Bâtiments remarquables et lieux de mémoire
Au n° 4, L’herboristerie du Père Blaize (l'une des plus anciennes pharmacies-herboristeries de France encore en activité) créée par Toussaint Blaize, guérisseur venu des Alpes-de-Haute-Provence qui s'installa à Marseille en 1815[réf. nécessaire]. L'arrière boutique et les conditions de travail sont décrites comme problématiques.

## Sources
- Adrien Blés, Dictionnaire historique des rues de Marseille, Ed. Jeanne Laffitte, Marseille, 2001, p. 300  (ISBN 2-86276-372-1).
- François Thomazeau, Marseille insolite, Les Beaux Jours, 2007, p. 76  (ISBN 978-2-35179-002-1).